# Sandor Kiss
Sandor Kiss, né en Hongrie à Budapest le 5 janvier 1938 et mort à Château-Salins (France) le 29 décembre 2013, est un sculpteur sur métaux, peintre et dessinateur,.

## Biographie
Après des études en architecture, Sandor Kiss arrive en France en 1957, après la Révolution hongroise. Inscrit à l'École des Arts décoratifs de Strasbourg, il étudie le dessin et la peinture, mais aussi la sculpture, la tapisserie et la décoration.
À partir de 1964, il travaille à Nancy dans des cabinets d'architecture, de décoration, de décor de théâtre, d'agencement, de peinture, de sculpture, de ferronnerie d'art. En 1972, il s'installe à Vannecourt en Moselle et en 1974, il y transfère son atelier. En 1979, il ouvre une galerie dans laquelle il présente ses réalisations : dessins, peintures, sculptures et objets d'art. En 1998, il s'installe à Morhange.
C'est son activité de sculpteur qui est la plus connue, avec certaines œuvres monumentales telles les portes de la bibliothèque de Sarrebourg, la mairie de Saint-Julien-lès-Metz, le conseil général des Vosges et celui de la Moselle, notamment. Certaines Villes lui ont confié la réalisation de fontaines, bas-reliefs, kiosques, aménagement de places ou de ronds-points. Parmi elles, figure la Ville de Tomblaine qui aujourd'hui donnera son nom à l'un de ses faubourgs.

## Distinctions et récompenses
Sandor Kiss était chevalier des Arts et des Lettres et obtint de nombreux prix comme le Prix artistique Henri Galilée de l'Académie Stanislas en 2001.